# 淑嘉皇貴妃

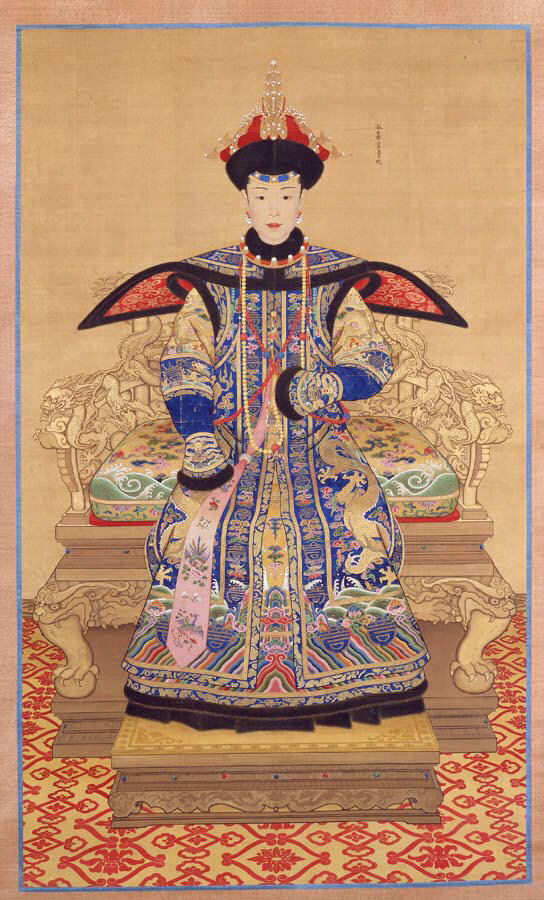
淑嘉皇貴妃

淑嘉皇貴妃（しゅくかこうきひ、康熙52年7月25日（1713年9月14日） - 乾隆20年11月15日（1755年12月17日））は、清の乾隆帝の側妃。高麗佐領正黄旗包衣（内務府所属の朝鮮族）の出身。姓は金氏、のち金佳氏。上駟院卿金三保の娘。金氏は朝鮮半島の義州に起源を持つ朝鮮系の一族。

## 生涯
はじめ、宝親王の弘暦（後の乾隆帝）の府邸に入り、格格（側女）となったとされる。
乾隆帝の即位後、貴人に冊立され、乾隆2年（1737年）には、嘉嬪となった。乾隆4年（1739年）1月14日、第四皇子永珹を産み、乾隆6年（1741年）2月13日，皇太后の命で、嘉妃に冊封され、同時に三人の貴人が嬪に晋封された。
乾隆11年（1746年）7月15日、第八皇子永璇を産んだ。
乾隆13年（1748年) 7月1日、乾隆帝は出産を控えた嘉妃を貴妃に封じた。同年7月9日、第九皇子が生まれたが、夭逝した。
乾隆14年（1749年）4月5日、嫻貴妃が皇貴妃に封じられた際に、嘉貴妃に封じられた。
乾隆17年（1752年）2月7日、第十一皇子永瑆を産んだ。
乾隆20年（1755年）11月15日、嘉貴妃は、熱中症や熱疲労などを伴う赤熱で亡くなった。享年43歳。翌日、乾隆帝は彼女に淑嘉皇貴妃の位を追贈した。
嘉慶4年（1799年）、嘉慶帝により金氏の一族は正黄旗満洲旗人に抬旗（八旗制のなかで格上の所属に変更すること）され、満州姓「ギンギャ（金佳）」が授けられた。

## 子女
- 第四皇子：履親王永珹
- 第八皇子：儀親王永璇
- 第九皇子：（夭逝）
- 第十一皇子：成親王永瑆

## 登場作品
- 如懿伝 〜紫禁城に散る宿命の王妃〜（2017年、中国、演：シン・ジーレイ）
- 瓔珞〜紫禁城に燃ゆる逆襲の王妃〜（2018年、中国、演：パン・シーチー（中国語版） / 声 - 朱蓉蓉 / 詹健児）

## 伝記資料
- 『清史稿』